# Iceland International 1997
Die Iceland International 1997 im Badminton fanden vom 14. bis zum 16. November 1997 statt.

## Sieger und Platzierte
| Disziplin    | Gold                                           | Silber                                    | Bronze                                      |
| ------------ | ---------------------------------------------- | ----------------------------------------- | ------------------------------------------- |
| Herreneinzel | Niels Christian Kaldau                         | Joachim Fischer Nielsen                   | Broddi Kristjánsson                         |
| Herreneinzel | Niels Christian Kaldau                         | Joachim Fischer Nielsen                   | Reynir Gudmundsson                          |
| Dameneinzel  | Christina Sørensen                             | Elsa Nielsen                              | Sara Jónsdóttir                             |
| Dameneinzel  | Christina Sørensen                             | Elsa Nielsen                              | Brynja Pétursdóttir                         |
| Herrendoppel | Joachim Fischer Nielsen Niels Christian Kaldau | Árni Þór Hallgrímsson Broddi Kristjánsson | Reynir Gudmundsson Egidijus Jankauskas      |
| Herrendoppel | Joachim Fischer Nielsen Niels Christian Kaldau | Árni Þór Hallgrímsson Broddi Kristjánsson | Njörður Ludvigsson Tryggvi Nielsen          |
| Damendoppel  | Christina Sørensen Jane F. Bramsen             | Aslaug Hinriksdottir Brynja Pétursdóttir  | Katrín Atladóttir Elsa Nielsen              |
| Damendoppel  | Christina Sørensen Jane F. Bramsen             | Aslaug Hinriksdottir Brynja Pétursdóttir  | Birna Gudbjartsdottir Olof Olafsdottir      |
| Mixed        | Joachim Fischer Nielsen Jane F. Bramsen        | Erla Björg Hafsteinsdóttir Tómas Viborg   | Sveinn Sölvason Sara Jónsdóttir             |
| Mixed        | Joachim Fischer Nielsen Jane F. Bramsen        | Erla Björg Hafsteinsdóttir Tómas Viborg   | Árni Þór Hallgrímsson Birna Gudbjartsdottir |

## Ergebnisse

### Herreneinzel
- Indridi Bjornsson –  Kristjan Danielsson: 15-11 / 15-9
- Erland Poulsen –  Ingolfur Ingolfsson: 15-3 / 15-8
- Tómas Viborg –  Einar Geir Pordarson: 15-0 / 15-7
- Rani I Lid –  David Thor Gudmundsson: 8-15 / 15-6 / 15-10
- Njörður Ludvigsson –  Ástvaldur Heiðarsson: 15-5 / 15-5
- Árni Þór Hallgrímsson –  Helgi Jónsson: 15-0 / 15-0
- Sveinn Sölvason –  Skuli Sigurdsson: 15-11 / 15-2
- Orri Orn Arnason –  Dan Ingolfur Porisson: 15-11 / 15-3
- Egidijus Jankauskas –  Helgi Jóhannesson: 15-5 / 15-5
- Reynir Gudmundsson –  Guðmundur Adolfsson: 15-11 / 15-2
- Heoin Hoensen –  Geir K. Svanbjornsson: 15-7 / 7-15 / 15-1
- Magnús Ingi Helgason –  Andres Nielsen: 15-8 / 15-3
- Niels Christian Kaldau –  Indridi Bjornsson: 15-3 / 15-2
- Tómas Viborg –  Erland Poulsen: 15-3 / 15-8
- Broddi Kristjánsson –  Rani I Lid: 15-1 / 15-1
- Árni Þór Hallgrímsson –  Njörður Ludvigsson: 15-3 / 15-7
- Sveinn Sölvason –  Orri Orn Arnason: 8-15 / 15-4 / 15-1
- Joachim Fischer Nielsen –  Egidijus Jankauskas: 15-6 / 15-1
- Reynir Gudmundsson –  Heoin Hoensen: 15-1 / 15-8
- Tryggvi Nielsen –  Magnús Ingi Helgason: 15-8 / 15-2
- Niels Christian Kaldau –  Tómas Viborg: 15-5 / 11-15 / 15-6
- Broddi Kristjánsson –  Árni Þór Hallgrímsson: 15-12 / 15-9
- Joachim Fischer Nielsen –  Sveinn Sölvason: 15-8 / 15-4
- Reynir Gudmundsson –  Tryggvi Nielsen: 15-6 / 15-8
- Niels Christian Kaldau –  Broddi Kristjánsson: 15-4 / 15-6
- Joachim Fischer Nielsen –  Reynir Gudmundsson: 15-8 / 15-3
- Niels Christian Kaldau –  Joachim Fischer Nielsen: 15-12 / 15-1

### Dameneinzel
- Oddny Hrobjartsdottir –  Eva Petersen: 11-2 / 11-3
- Ragna Ingólfsdóttir –  Erla Björg Hafsteinsdóttir: 10-12 / 11-8
- Christina Sørensen –  Birna Gudbjartsdottir: 11-6 / 11-1
- Katrín Atladóttir –  Guðrun Jacobsen: 11-3 / 11-0
- Anna Lilja Sigurdardottir –  Irena Oskarsdottir: 11-2 / 11-0
- Sara Jónsdóttir –  Oddny Hrobjartsdottir: 11-1 / 11-2
- Brynja Pétursdóttir –  Ragna Ingólfsdóttir: 11-3 / 11-0
- Aslaug Hinriksdottir –  Ingun Hansen: 11-7 / 11-4
- Olof Olafsdottir –  Unnur Ylfa Magnusdottir: 11-4 / 11-5
- Elsa Nielsen –  Borglis Fagradal: 11-2 / 11-1
- Christina Sørensen –  Katrín Atladóttir: 11-2 / 11-2
- Sara Jónsdóttir –  Anna Lilja Sigurdardottir: 11-3 / 11-1
- Brynja Pétursdóttir –  Aslaug Hinriksdottir: 11-3 / 11-0
- Elsa Nielsen –  Olof Olafsdottir: 11-1 / 11-0
- Christina Sørensen –  Sara Jónsdóttir: 11-6 / 11-7
- Elsa Nielsen –  Brynja Pétursdóttir: 11-7 / 11-7
- Christina Sørensen –  Elsa Nielsen: 12-11 / 11-1

### Herrendoppel
- Guðmundur Adolfsson /  Jonas Weicheng Huang –  Einar Geir Pordarson /  Geir K Svanbjornsson: 15-3 / 15-0
- Reynir Gudmundsson /  Egidijus Jankauskas –  Gunnar Bjornsson /  Petur Hjalmtysson: 15-5 / 15-6
- Magnús Ingi Helgason /  Ingolfur Ingolfsson –  Heoin Hoensen /  Erland Poulsen: 15-9 / 17-14
- Joachim Fischer Nielsen /  Niels Christian Kaldau –  David Thor Gudmundsson /  Helgi Jóhannesson: 15-2 / 15-2
- Ástvaldur Heiðarsson /  Tómas Viborg –  Andres Nielsen /  Olafur Ragnars: 15-0 / 15-0
- Orri Orn Arnason /  Sveinn Sölvason –  Indridi Bjornsson /  Skuli Sigurdsson: 15-10 / 15-3
- Árni Þór Hallgrímsson /  Broddi Kristjánsson –  Guðmundur Adolfsson /  Jonas Weicheng Huang: 10-15 / 15-2 / 15-5
- Reynir Gudmundsson /  Egidijus Jankauskas –  Magnús Ingi Helgason /  Ingolfur Ingolfsson: 15-4 / 15-6
- Joachim Fischer Nielsen /  Niels Christian Kaldau –  Ástvaldur Heiðarsson /  Tómas Viborg: 15-8 / 15-2
- Njörður Ludvigsson /  Tryggvi Nielsen –  Orri Orn Arnason /  Sveinn Sölvason: 10-15 / 18-17 / 15-11
- Árni Þór Hallgrímsson /  Broddi Kristjánsson –  Reynir Gudmundsson /  Egidijus Jankauskas: 15-5 / 15-3
- Joachim Fischer Nielsen /  Niels Christian Kaldau –  Njörður Ludvigsson /  Tryggvi Nielsen: 15-8 / 15-8
- Joachim Fischer Nielsen /  Niels Christian Kaldau –  Árni Þór Hallgrímsson /  Broddi Kristjánsson: 15-5 / 15-7

### Damendoppel
- Birna Gudbjartsdottir /  Olof Olafsdottir –  Oddny Hrobjartsdottir /  Irena Oskarsdottir: 15-8 / 15-10
- Jane F. Bramsen /  Christina Sørensen –  Ragna Ingólfsdóttir /  Áslaug Jónsdóttir: 15-6 / 15-4
- Katrín Atladóttir /  Elsa Nielsen –  Borglis Fagradal /  Ingun Hansen: 15-5 / 15-8
- Birna Gudbjartsdottir /  Olof Olafsdottir –  Sara Jónsdóttir /  Anna Lilja Sigurdardottir: 11-15 / 15-12 / 15-8
- Aslaug Hinriksdottir /  Brynja Pétursdóttir –  Unnur Ylfa Magnusdottir /  Eva Petersen: 15-3 / 15-5
- Jane F. Bramsen /  Christina Sørensen –  Katrín Atladóttir /  Elsa Nielsen: 15-6 / 15-3
- Aslaug Hinriksdottir /  Brynja Pétursdóttir –  Birna Gudbjartsdottir /  Olof Olafsdottir: 15-8 / 17-15
- Jane F. Bramsen /  Christina Sørensen –  Aslaug Hinriksdottir /  Brynja Pétursdóttir: 15-1 / 15-5

### Mixed
- Ingolfur Ingolfsson /  Ragna Ingólfsdóttir –  Rani I Lid /  Guðrun Jacobsen: 15-6 / 17-14
- Sveinn Sölvason /  Sara Jónsdóttir –  Indridi Bjornsson /  Olof Olafsdottir: 15-8 / 15-3
- Tómas Viborg /  Erla Björg Hafsteinsdóttir –  Guðmundur Adolfsson /  Brynja Pétursdóttir: 15-6 / 15-4
- Magnús Ingi Helgason /  Katrín Atladóttir –  Orri Orn Arnason /  Anna Lilja Sigurdardottir: 15-8 / 15-13
- Tryggvi Nielsen /  Áslaug Jónsdóttir –  Kristjan Danielsson /  Aslaug Hinriksdottir: w.o.
- Joachim Fischer Nielsen /  Jane F. Bramsen –  Ingolfur Ingolfsson /  Ragna Ingólfsdóttir: 15-3 / 15-0
- Sveinn Sölvason /  Sara Jónsdóttir –  Njörður Ludvigsson /  Elsa Nielsen: 17-15 / 9-15 / 15-13
- Tómas Viborg /  Erla Björg Hafsteinsdóttir –  Tryggvi Nielsen /  Áslaug Jónsdóttir: 15-6 / 15-4
- Árni Þór Hallgrímsson /  Birna Gudbjartsdottir –  Magnús Ingi Helgason /  Katrín Atladóttir: 15-7 / 15-5
- Joachim Fischer Nielsen /  Jane F. Bramsen –  Sveinn Sölvason /  Sara Jónsdóttir: 15-9 / 15-3
- Tómas Viborg /  Erla Björg Hafsteinsdóttir –  Árni Þór Hallgrímsson /  Birna Gudbjartsdottir: 15-8 / 15-5
- Joachim Fischer Nielsen /  Jane F. Bramsen –  Tómas Viborg /  Erla Björg Hafsteinsdóttir: 15-5 / 15-2